# Maurice Gingues
Maurice Gingues (né le 8 novembre 1903 à Sherbrooke, mort le 27 août 1960) est un agent immobilier et homme politique québécois.  Il a été député à la Chambre des communes du Canada de 1940 à 1944 et de 1945 à 1958.  Il a brièvement été ministre dans le gouvernement du Québec en 1944.

## Biographie
Maurice Gingues devient député du Parti libéral du Canada dans la circonscription fédérale de Sherbrooke lors de l'élection fédérale générale de 1940. Il démissionne comme député fédéral le 20 juin 1944 pour devenir ministre dans le gouvernement du Québec.  Le 21 juin 1944, le premier ministre du Québec Adélard Godbout le nomme ministre sans portefeuille dans son second gouvernement, peu avant l'élection générale québécoise de 1944, déclenchée le 29 juin et tenue le 8 août 1944.  Lors de cette élection, Maurice Gingues est candidat du Parti libéral du Québec dans la circonscription provinciale de Sherbrooke, mais il est défait par l'unioniste John Samuel Bourque.  Maurice Gingues est donc ministre, mais sans être député, du 21 juin au 30 août 1944, date à laquelle le gouvernement le gouvernement Godbout cède la place au gouvernement Duplessis.  Il est de retour comme député de la circonscription fédérale de Sherbrooke à la Chambre des communes lors de l'élection fédérale générale de 1945.  Il y est réélu lors de l'élection générale de 1949, celle de 1953 et celle de 1958.  Il perd l'élection de 1958 face au candidat progressiste-conservateur Maurice Allard.
Le pont Maurice-Gingues, à Sherbrooke, est nommé en son honneur.